# والد-مایشلباخ
والد-مایشلباخ (به آلمانی: Wald-Michelbach) یک منطقهٔ مسکونی در آلمان است که در برگ‌شتراسه واقع شده‌است. والد-مایشلباخ ۱۰٬۴۲۵ نفر جمعیت دارد.